# بيير بيك
بيير بيك (بالفرنسية: Pierre Bec)‏ هو كاتب وشاعر فرنسي، ولد في 11 ديسمبر 1921 في باريس في فرنسا، وتوفي في 30 يونيو 2014 في بواتييه في فرنسا.

## وصلات خارجية
- بيير بيك على موقع ميوزك برينز (الإنجليزية)